# Influencia total
En electromagnetismo, se dice que dos superficies conductoras se encuentran en situación de influencia total cuando todas las líneas de campo eléctrico que parten de una finalizan en la otra. Cuando se da esta situación, se dice que las superficies forman un condensador. Es el caso, por ejemplo, de un conductor contenido en una cavidad de otro conductor. La superficie del conductor interior y la pared del hueco se encuentran en influencia total.
Cuando dos superficies conductoras “1” y “2” se encuentran en influencia total, la carga eléctrica almacenada en una de ellas es igual a la almacenada en la otra, con signo opuesto.
{\displaystyle Q_{1}=-Q_{2}\,}
aunque las superficies pueden tener áreas o densidades de carga muy diferentes. Para demostrarlo, basta considerar el tubo de campo eléctrico que conecta las dos superficies. Aplicando la ley de Gauss a la superficie cerrada, formada por dicho tubo ({\displaystyle S_{L}}) y dos superficies muy próximas a los conductores ({\displaystyle S_{1}} y {\displaystyle S_{2}}). Puesto que no encierra carga
{\displaystyle 0=Q_{\mathrm {int} }=\varepsilon _{0}\oint \mathbf {E} \cdot \mathrm {d} \mathbf {S} =\varepsilon _{0}\int _{S_{1}}\mathbf {E} \cdot \mathrm {d} \mathbf {S} +\varepsilon _{0}\int _{S_{L}}\mathbf {E} \cdot \mathrm {d} \mathbf {S} +\varepsilon _{0}\int _{S_{1}}\mathbf {E} \cdot \mathrm {d} \mathbf {S} }
Sobre el tubo, el flujo es nulo, por ser {\displaystyle \mathrm {d} \mathbf {S} } perpendicular a {\displaystyle \mathbf {E} }. Sobre las bases, el campo es proporcional a la densidad de superficial de carga, por lo que
{\displaystyle \mathbf {E} ={\frac {\sigma _{s}}{\varepsilon _{0}}}\mathbf {n} }
{\displaystyle 0=\int _{S_{1}}\sigma _{s1}\mathrm {d} S+0+\int _{S_{1}}\sigma _{s2}\mathrm {d} S=Q_{1}+Q_{2}}
de aquí se deduce que, independientemente de su forma o de la distancia entre placas, la carga en una de las placas de un condensador es igual a la carga almacenada en la otra placa, cambiada de signo.